# Live to Tell
"Live to Tell" é uma canção da cantora e compositora americana Madonna, lançada como o primeiro single de seu terceiro álbum de estúdio, True Blue (1986), em 26 de março de 1986, pela Sire Records. Posteriormente, a canção foi incluída nas coletâneas The Immaculate Collection (1990), Something to Remember (1995) e Celebration (2009).
Originalmente composta por Patrick Leonard para a trilha sonora do filme Fire with Fire (1986), o instrumental da canção foi mostrado para Madonna, que decidiu usá-la para o filme do então marido Sean Penn, At Close Range (1986). Madonna escreveu toda a letra, co-compôs as melodias e co-produziu-a com Leonard.
Uma balada pop, a música inclui instrumentação de violões, teclados, bateria e um sintetizador, e sua letra lida sobre ser enganado, desconfiança e cicatrizes de infância. É também sobre ser forte, algo que Madonna recordou em uma entrevista, onde disse que pensou sobre seu relacionamento com seus pais enquanto escrevia a letra. O videoclipe, dirigido por James Foley, mostra a primeira transformação da imagem de Madonna, mostrando-a com um visual mais limpo, cabelo loiro dourado e ondulado, na altura dos ombros, figurino conservador e maquiagem sutil. Essa aparência loira mais suave foi inspirada em Marilyn Monroe, uma artista pela qual Madonna já havia sido influenciada anteriormente.
No geral, "Live to Tell" foi bem recebida pelos críticos de música, que frequentemente se referiam a ela como a melhor balada de sua carreira. A canção também foi um sucesso comercial, tornando-se o terceiro single número um de Madonna na parada Billboard Hot 100, e seu primeiro número um na parada Adulto Contemporânea. A canção enfrentou controvérsia quando Madonna a apresentou em sua Confessions Tour, de 2006, usando uma coroa de espinhos e pendurada em uma gigante cruz espelhada. A apresentação no Estádio Olímpico de Roma foi condenada por líderes religiosos como um ato de Blasfêmia contra a Igreja Católica Romana. Durante o fim da The Celebration Tour, no Brasil, a cantora homenageou vários artistas brasileiros mortos na Pandemia da HIV/AIDS, como os cantores Cazuza e Renato Russo.

## Antecedentes e letra
Após Madonna terminar a turnê The Virgin Tour, ela pediu aos produtores Patrick Leonard e Stephen Bray que escrevessem algumas canções com ela e produzirem seu terceiro álbum de estúdio, True Blue (1986). "Live to Tell" era originalmente uma canção instrumental composta por Leonard para a trilha sonora do filme de drama romântico da Paramount, Fire with Fire. "Meus empresários representavam o cara que estava dirigindo o filme; foi seu primeiro filme. Eu vi um pequeno pedaço do filme, e eu tinha o roteiro. Escrevi um tema e disse: 'E se eu conseguisse que Madonna escrevesse a letra pra ela?'", disse Leonard.
No entanto, a Paramount rejeitou a faixa, acreditando que Leonard era incapaz de criar a trilha sonora para o filme. Mais tarde, Leonard apresentou o instrumental à Madonna, que decidiu usá-la em At Close Range (1986), o novo filme estrelado pelo seu então marido, o ator Sean Penn. Madonna escreveu toda a letra, adicionou algumas melodias e compôs a ponte. Ela gravou uma demo da canção em um cassete e apresentou-a ao diretor do filme, James Foley, que gostou e pediu a Leonard para compor a trilha sonora do filme, como sugerido por Madonna.
Leonard estava trabalhando com Michael Jackson, em algumas transcrições para seu álbum Bad, quando Penn chamou-o para ir à casa de Foley. Lá ele perguntou a Leonard quem iria cantar a faixa, já que ela fora escrita sob a perspectiva de um homem. Leonard, embora inicialmente tivesse imaginado uma voz masculina interpretando a canção, decidiu usar Madonna como a vocalista principal e usou a versão demo como vocal principal e apenas a bateria como fundo. Mais tarde ele lembrou que a canção "era tão inocente e tão tímida. É tão ingênua, tão crua, quanto crua pode ser e isso é parte do que lhe deu todo o seu encanto." Em uma entrevista, em 1986, Madonna disse que o clima da canção fora inspirado por uma faceta diferente da sua transformação de imagem e seu desejo de focar em algo diferente.

## Composição
"Live to Tell" é uma balada pop, com instrumentação de fundo de um teclado, sintetizador, guitarra funk e uma mistura de bateria sintetizada e real. De acordo com as partituras publicadas no Musicnotes.com pela Alfred Publishing, a música é escrita na tecla Fá maior, é definida no tempo comum e se move em um ritmo moderado de 112 batidas por minuto. A música começa com uma introdução instrumental, executada por um sintetizador com os pedais de baixo colocados em Ré menor. Então a clave muda repentinamente para tonalidade relativamente, Fá maior.
O alcance vocal de Madonna abrange quase uma oitava de Fá3 até a alta nota de Ré4. Quando ela começa a cantar o primeiro verso, o pedal baixo muda para Dó maior, volta para Fá durante o refrão e volta para Dó menor durante o fechamento do refrão. Esse processo é repetido durante o segundo verso e refrão, que termina abruptamente em silêncio, com apenas o som baixo e sem vida do sintetizador, definido em Ré menor. Madonna então começa a cantar a ponte (ou parte do meio) — "Se eu fugisse, nunca teria força" — entre as teclas tonais de Dó e Fá, fechando com a repetição do refrão até a música gradualmente desaparecer. A composição original da música não tinha os sintetizadores de fundo, mas Leonard criou uma estrutura básica para piano, e Madonna adicionou as palavras em cima dela. Segundo Leonard, Madonna criou a ponte sozinha, ampliando-a da música que ele estava tocando.
Liricamente, "Live to Tell" retrata a complexidade do engano e da desconfiança. A música também é sobre cicatrizes da infância e teve um tom emocional extremo. De acordo com o livro The Heart of Rock & Soul, de Dave Marsh , o arquétipo de músicas como "Live to Tell" é a música "The Great Pretender" de The Platters. Em uma entrevista sobre a música, Madonna disse: "Pensei no meu relacionamento com meus pais e na mentira que aconteceu. A música é sobre ser forte e questionar se você pode ser tão forte, mas no final sobreviver".

## Análise da crítica
"Live to Tell" recebeu elogios de críticos e jornalistas de música. Sal Cinquemani, da revista online Slant, chamou a música de "notável" e observou que não era apenas o primeiro single "corajoso", mas uma afirmação por si só. Stacy Mannion, editora e jornalista do Yahoo! a chamou de "balada poderosa" e disse que ela deixa o leitor imaginando que segredo a cantora guarda quando diz que as palavras "vão me queimar por dentro". Stephen Thomas Erlewine de Allmusic, em sua avaliação para True Blue, Madonna comentou que proporciona uma 'enorme' balada que reescreve as regras doa adulto contemporáneo; em suas críticas a The Immaculate Collection, o mesmo autor a selecionou como uma das músicas mais importantes do álbum, junto com "Borderline", "Like a Virgin" (1984), "Into the Groove" (1985) e "Express Yourself" (1989). Em uma revisão de disco por disco de Madonna, os jornalistas da EMOL, Iñigo Diaz e David Ponce disseram que com tópicos como "Live to Tell", "Open Your Heart", "La isla bonita" e "Papa Don't Preach", todos eles incluídos no True Blue, "Começou uma nova geração de hits". Em sua opinião, sobre Something to Remember, Andy Orrell, de Entertainment Scene 360, concedeu-lhe quatro classificação de cinco estrelas, expressando que "Live to Tell" começa a fluir depois "belo riff". Além disso, ele elogiou o refrão e observou que "tudo se encaixa bem". Adam Sexton, autor de Desperately Seeking Madonna: In Search of the Meaning of the World's Most Famous Woman, ele sentiu que "Live to Tell" havia se tornado um companheiro provocador de "Papa Don't Preach", O segundo single do álbum, dizendo que "Madonna calculou adequadamente a segurança do silêncio contra o desejo de alívio". Além disso, ele aprovou a produção e comentou que "a música sugere uma aniquilação ameaçada, fato que a torna mais perturbadora". Allen Metz e Carol Benson, em The Madonna Companion: Two Decades of Commentary, acreditavam que ele ampliava seus horizontes e que era uma faixa convincente que a interpretava com convicção. JD Considine, jornalista do The Baltimore Sun, mencionou que "Live to Tell" alcança seu efeito fraseando, que avança o acompanhamento em alguns pontos e se arrasta para trás do ritmo em outras partes, para refletir a confusão emocional do personagem. J. Randy Taraborrelli, em sua biografia Madonna: An Intimate Biography, deu a ele uma resposta positiva, que ele disse ser um veículo de crescimento para a cantora.
Vários jornalistas concordaram que "Live to Tell" foi uma das melhores baladas de Madonna. Por exemplo, S. Thomas Erlewine, da Allmusic, considerou um dos seus maiores sucessos, em sua opinião para o álbum Something to Remember. David Browne, da Entertainment Weekly, disse que a faixa foi uma das poucas bem-sucedidas de Madonna como baladista, e Jim Farber, da mesma publicação, a chamou de "melhor balada até hoje". Por outro lado, Ken Tucker, do mesmo site, também concordou que "Live to Tell", assim como "Crazy for You" (1985) e "Take a Bow" (1994), foi uma das baladas mais bem-sucedidas na carreira da intérprete. Chris Gerard, da Metro Weekly, ficou satisfeito com o resultado; Ele a nomeou uma "bela balada" e a incluiu nas melhores músicas do True Blue. Michael Paoletta, da Billboard, em sua análise dos três primeiros álbuns de Madonna, o nomeou, junto com os outros singles de True Blue, como uma "glória".
Um dos pontos que os críticos elogiaram foi a notável mudança na voz de Madonna. Assim, Stacy Mannion, do Yahoo! Ele comentou que seu disco tem uma sensação de blues nessa "música estranha, mas bonita". David Browne, da Entertainment Weekly, disse que sua voz se torna evidente e impressionante. Derek A., da revista Teen Ink, disse que a voz e a originalidade musical da artista são suficientes para evitar a temida classificação "bebop". Alfred Soto, da revista online Stylus, destacou o conjunto de letras "que ainda são as melhores" e a voz que "sofre com o valor de uma vida de dor que, no entanto, se recusa a compartilhar". Pelo contrário, Randy Aaron, da Examiner.com, observou que era tecnicamente insuficiente, mas fascinante e emocional. Mesmo assim, ele observou que era impressionante. Mark Savage, a BBC, sua voz soava "cru" e mostrou uma nova profundidade emocional. Stephen Holden, em sua resenha de True Blue para o The New York Times, disse que "Live to Tell" prova que, vocalmente, Madonna não se limita a novidades cativantes e músicas de disco; Ela pode roubar uma balada importante. Jon Pareles do mesmo jornal, elogiou a nova voz rouca que introduziu para "Live to Tell". Por outro lado, Erica Wexler, da revista Spin, chamou-a de música "sombria", "temperamental" e "densa", com um mistério dramático. Ele continuou que "nessa história sentimental de inocência perdida, Madonna transmite um fatalismo perdido no teatro" e sua voz "frágil" anseia por conforto e cura quando ela canta. Finalmente, Edna Gundersen de USA Today, em uma revisão muito positiva, o elogiou que poderia ser a melhor canção de história.

### Agraciamentos
"Em 1985, Madonna tornou-se o terrível enfant do pop, uma garota muito travessa, confiante demais, "jogada para a frente" que percorreu o país, estampou todas as capas de revistas, ficou noiva do bad boy Sean Penn e foi a convidada mal educada do Saturday Night Live. Não é de admirar, portanto, que sua aparição no vídeo dessa música, originalmente associada ao filme do marido At Close Range (1986), marcará a primeira vez que a imprensa foi surpreendida por uma transformação de Madonna. Mas como o cantora costuma dizer, [...] é e sempre foi a música primeiro; neste caso, "Live to Tell" é exuberante [no] vocal [e] revelou uma dimensão muito diferente em termos de ganhar muitos críticos, ao lado de uma mulher que havia sido, apenas alguns meses antes, ridicularizada como uma voz igual a da Minnie Mouse".

— Matthew Rettenmund, do Boy Culture, revisando a música em "The Immaculate Collection, da melhor para a pior", uma lista criada nas 221 músicas gravadas por Madonna até 2012, onde "Live to Tell" foi classificado como número 8.
O "Live to Tell" foi incluído em inúmeras listas das melhores músicas de Madonna. Dessa maneira, Keith Caulfield, editor da revista Billboard, produziu uma contagem dos "Os 40 Maiores Sucessos da Billboard em Madonna" e foi classificado como número 8. Como crítica, Caulfield comentou: "Depois da loucura da época Boy Toy (" Brinquedo de Menino") da carreira de Madonna (1983-85) surpreendeu muitos com "Live to Tell". A inesquecível balada foi parcialmente composta para o filme At Close Range [...] e alcançou facilmente o número 1 no Hot 100. A música foi acompanhada por um videoclipe que apresentou uma Madonna decididamente atenuada ao público — uma das primeiras da diva chamada reinvenção". A autora Sebas, do site espanhol Jenesaispop, colocou-a na posição 39 do "Top 40: Madonna" e comentou que "no dia em que chegou a hora de mostrar que ela também era profunda, Madonna lançou esta balada, no qual ele revela ao mundo como o homem mentiroso pode ser. Apesar de tudo, ainda é fofo". A revista Rolling Stone a incluiu no quinto lugar dos dez melhores singles de Madonna de todos os tempos; Nesse sentido, os editores da revista escreveram que a balada é, poderia-se dizer, "a mais distinta e excelente da cantora" e a descreveu como "tão dolorosa quanto melancólica". A equipe de Copywriting da HowStuffWorks, em seu ranking das 25 músicas mais populares da artista, reconheceu como o "Live to Tell" lhe deu uma imagem mais madura, deixando o aspecto de moleka para o de adulta. Scott Kearnan, do Boston.com, colocou o single no vigésimo primeiro lugar dos trinta primeiros da intérprete e enfatizou que é suficientemente ambíguo para se conectar com alguém e ser reinterpretado para propósitos diferentes. A faixa ficou em décimo lugar das 100 músicas mais destacadas de Madonna, preparadas por Louis Virtel, do The Backlot; Ela declarou que marcou um momento crítico em sua carreira: antes, ela era uma mulher travessa que secava as axilas em Desperately Seeking Susan; então, era uma balada séria que estava disposta a quebrar as regras do rádio e lançar uma música de seis minutos e vinte segundos. Por fim, ele apontou que a faixa era o mais próximo que a cantora havia apresentado de uma "jornada sônica" e a descreveu como uma bela aventura na "introspecção". "Live to Tell" também apareceu na lista de VH1, Indiewire, Examiner.com, e CBS Radio. Finalmente, Enio Chiola, do PopMatters, colocou em segundo lugar em sua lista de "Top 15 Singles de Madonna de Todos os Tempos" logo atrás de "Into the Groove". A esse respeito, ele declarou "'Live to Tell' permaneceu a balada final de Madonna que resume perfeitamente quem ela é como pessoa, intérprete e ícone cultural. É sua melhor balada e seu terceiro single número um nos Estados Unidos. [...] Madonna ainda é uma garotinha ansiando pela grandeza e aceitação que muitos de nós desejam. Existe uma vulnerabilidade no "Live to Tell" que ela raramente expõe em relação aos seus medos como ser humano, atendendo às expectativas que ela construiu para si mesma e como ela se compara àquelas que ela admira. Madonna exibiu sua humanidade 20 anos antes em 'Live to Tell'.

## Videoclipe

Captura em ecrã do videoclipe de "Live to Tell".

Em dezembro de 1985, Madonna estrelou o filme Shangai Surprise, onde reduziu o tom de sua aparência, inspirada na atriz Marilyn Monroe; a cantora usou esse olhar novamente para o videoclipe de "Live to Tell". Sua maquiagem era pálida e sutil, seu cabelo na altura dos ombros era loiro e ondulado e suas roupas consistiam em um simples vestido florido no estilo da década de 1930. Por outro lado, este vídeo foi o primeiro da cantora em que não incluiu uma coreografia de dança e, em vez disso, foi adicionada uma "nuance da narração do mundo real", segundo Jon Pareles, do New York Times. Douglas Kellner, em seu livro Media Culture: Cultural Studies, Identity, and Politics Between the Modern and the Postmodern, observou como a intérprete mudou sua aparência para a de uma mulher sofisticada, jovem e séria. Em entrevista ao crítico musical Stephen Holden, do New York Times, Madonna comentou sua nova imagem:
Além de At Close Range, Foley também dirigiu o videoclipe da música, enquanto David Naylor e Sharon Oreck estavam encarregados da produção. O vídeo serve como uma campanha publicitária para o filme, porque inclui breves cenas do filme onde os conflitos mostram que o jovem Sean Penn— interpretado por Sean Penn —. As cenas são visualmente separadas das de Madonna, que canta em um estúdio sombrio. Ao contrário de seus videoclipes anteriores, a cantora representa uma narradora, cuja música comenta a história e onde imagens completamente diferentes da ação narrativa aparecem.

## Apresentações ao vivo

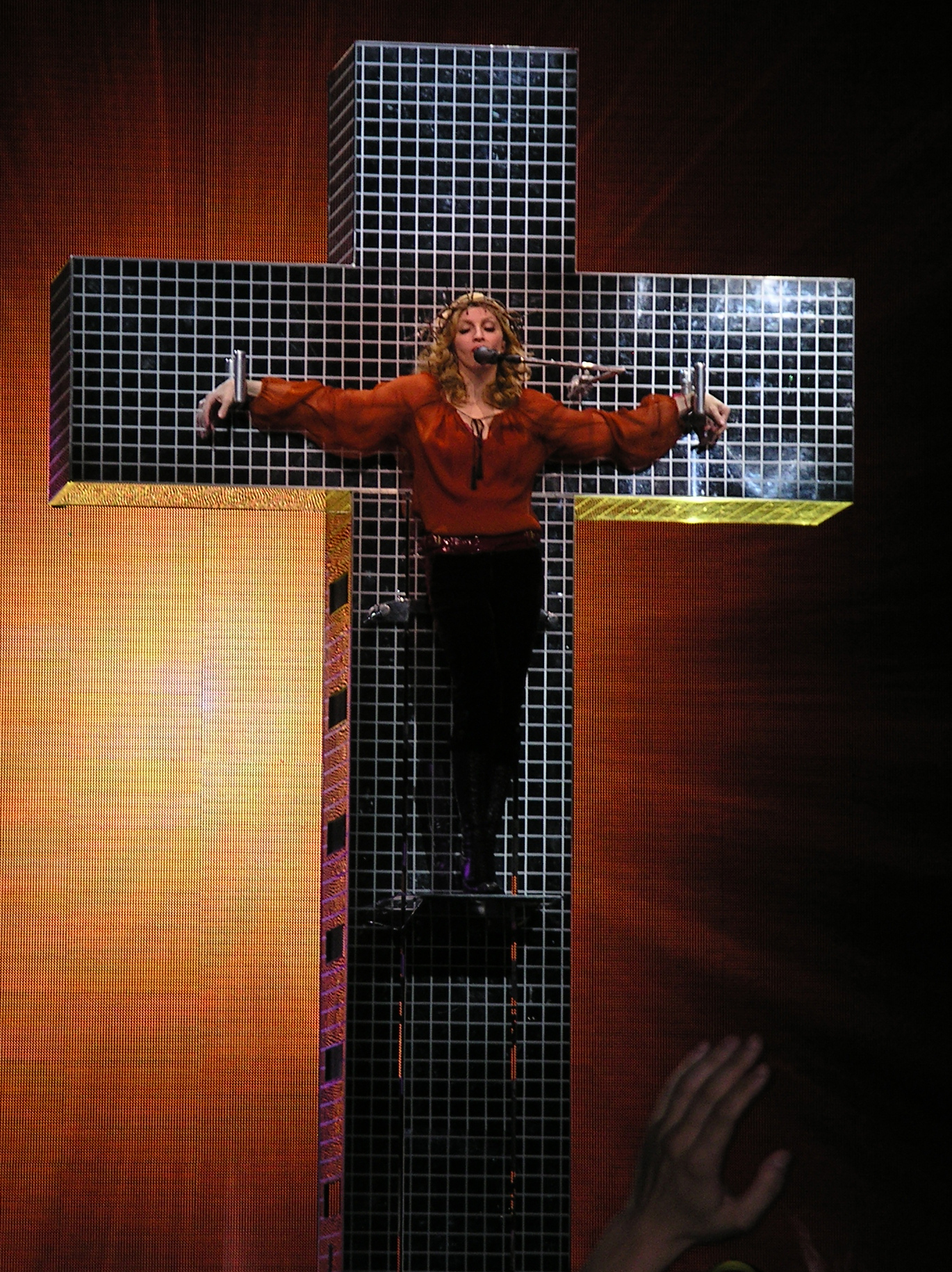
Durante a apresentação de "Live to tell" na Confessions Tour (2006), Madonna usava uma blusa laranja e uma coroa de espinhos enquanto aparece pendurada em uma cruz de espelhos.

Madonna tocou "Live to Tell" em três de suas turnês musicais: Who's That Girl World Tour (1987), Blond Ambition World Tour (1990) e 
e dezesseis anos depois na Confessions Tour. A cantora estreou a música em um concerto de caridade realizado no Madison Square Garden de Nova Iorque, a fim de arrecadar fundos para pesquisas médicas sobre AIDS; Ele dedicou o assunto à memória de seu amigo, o artista Michael Burgoyne. Em Who's That Girl, ele a interpretou em pé sob os holofotes enquanto usava uma roupa preta com borlas, broches e cadarços dourados, projetada por Marlene Stewart. Scott Zamost e Elizabeth A. Snead, do Chicago Tribune, elogiou como sua voz mostrou um forte histórico em baladas como "Live to Tell". Don McLeese, do Chicago-Sun Times, sentiu que a cantora mostrava que podia vender uma letra mais atraente do que muitos cantores com uma voz dez vezes melhor. Finalmente, Robert Hilburn, do Los Angeles Times, afirmou ter um sentimento delicado e aceito de que até mesmo alguns de seus maiores fãs teriam imaginado possível, quando cinco anos antes a cantora colorida e polêmica saltou para as paradas pop com algumas sucessos dances bonitos, mas ligeiros. Duas apresentações diferentes dessa turnê foram incluídas nos álbuns de vídeo Who's That Girl – Live in Japan, filmado em Tóquio, Japão, em 22 de junho de 1987, e Ciao Italia: Live from Italy, filmado em Turim , Itália , em 4 de setembro do mesmo ano.
Três anos depois, na Blond Ambition, Madonna evocou imagens católicas durante a apresentação; Ele usava um caftán negro e um crucifixo de neon enquanto cantava em um banco de confissões, com colunas romanas e uma plataforma completa de velas votivas. Greg Kot, do Chicago Tribune, considerou as performances de "Live to Tell", "Like a Virgin" (1984) e "Like a Prayer" (1989) como um destaque da turnê. Enquanto isso, Jon Pareles, do New York Times, concordou que a artista estava trabalhando com sua voz e desenvolveu uma profundidade rouca que era apropriada para baladas como essa. Existem três apresentações diferentes: nos álbuns de vídeo  Blond Ambition – Japan Tour 90, gravados em Yokohama, Japão, em 27 de abril de 1990, no Live! - Blond Ambition World Tour 90, filmado em Niza, França, em 5 de agosto do mesmo ano, e o último no documentário 1991, a Madonna: Truth or Dare.
Durante a apresentação "Live to Tell" na Confessions Tour, 2006, a cantora foi levantada do chão pendurada em uma cruz de espelhos; Ele usava uma blusa vermelha e calça de veludo, com uma coroa de espinhos na cabeça. Durante a apresentação, o número doze milhões brilhou acima da cantora nas telas de palco, juntamente com imagens de crianças africanas; Foi elaborado para detalhar o número estimado de crianças que ficaram órfãs devido à AIDS na África. No final da perforance, Madonna exibe uma citação do Evangelho segundo Mateus, em que ele menciona: "Eu estava nu e você me vestiu. Eu estava doente e você cuidou de mim. E Deus respondeu: tudo o que fizeram com um desses abandonados, fizeram comigo". A performance recebeu comentários positivos e negativos da imprensa. Por exemplo, Ben Wener, da U-T San Diego, previu que o desempenho seria um tema quente na turnê, e Ben Wener, do Orange County Register, chamou a parte da ponte de "especialmente cativante". Christian John Wikane, do PopMatters, considerou-o um dos destaques da turnê. O jornal espanhol El Mundo mencionou, em sua resenha do concerto em Roma, que era o momento mais esperado do recital. Jenesaispop disse que "impressionante e se encaixa outra carta para reinterpretar a Salvadora Madonna". Por sua vez, o canal espanhol Antena 3 incluiu-o na lista dos 20 escândalos mais controversos de Madonna, elaborada em junho de 2012, e Matt Muro, do VH1, o colocou no número dez das onze controvérsias mais proeminentes da artista.
Pelo contrário, em uma análise menos positiva, Stephen M. Deusner, da Pitchfork Media, comentou que Madonna oferece uma interpretação desconfortável para uma cruz coberta de espelhos, "que não apenas limita sua respiração e fraseado, mas também nossa capacidade de levar a sério. Na mesma linha, Barry Walters, da Rolling Stone, não ficou satisfeito e mencionou que a versão foi menos bem-sucedida e que o tom do show escureceu tão repentinamente que uma imagem, que poderia estar se movendo, era volumosa. Ed Gonzalez, da Slant Magazine, em sua opinião no show no Madison Square Garden, em Nova Iorque, achou que a mensagem que Madonna queria transmitir não teve efeito, porque a encenação "messiânica" distraiu as mensagens multimídia que as cercaram. Gonzalez disse que não está totalmente convencido de sua sinceridade e "Live to Tell" tornando-se assim o lapso moral única sepultura do concerto. O desempenho apresentado no álbum ao vivo da turnê, The Confessions Tour, publicado em 30 de Janeiro de 2007.

### Controvérsia

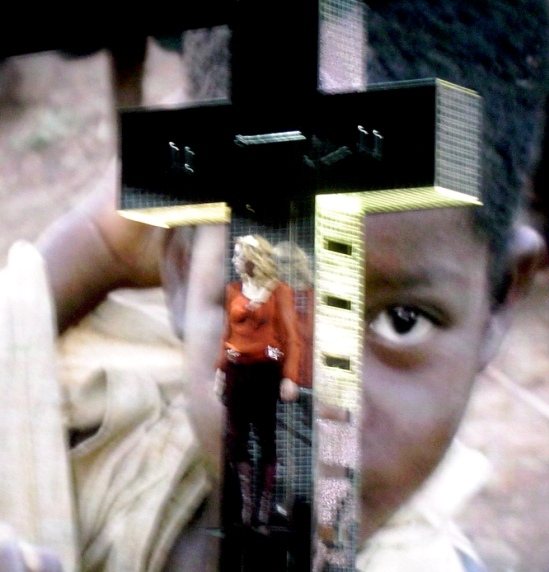
Madonna encerra a apresentação "Live to Tell" no concerto de Boston da Confessions Tour. No telão ao fundo, você pode ver a imagem de uma criança africana.

Embora a performance "Live to Tell" tenha atraído geralmente críticas favoráveis, foi controversa e obteve críticas duras de vários grupos religiosos. Os promotores alemães em Düsseldorf ameaçaram processar a cantora por blasfêmia, e o bispo protestante Margot Käßmann acreditava que Madonna era melhor do que isso, porque alegava ser uma pessoa religiosa: "Talvez o único caminho para uma superestrela envelhecida atrair atenção é ofender os sentimentos religiosos das pessoas". Além disso, ele recomendou aos telespectadores que boicotassem os shows que a cantora oferecia na Alemanha. Por seu lado, tanto a Igreja Ortodoxa Russa quanto a A Federação Russa de comunidades judaicas descreveu a apresentação como "amoral" e também exortou todos os membros a boicotar seu próximo show em Moscou. Nesse sentido, o porta voz do Patriarcado de Moscou, padre Vsevolod Chapline, declarou que Madonna "explora símbolos cristãos e tenta transformar paixões humanas, inclusive pessoais, em algo sagrado. Eu não acho que os crentes ortodoxos deveriam apoiar essa senhora indo ao seu concerto. Posteriormente a cantora recebeu ameaças de seqüestro pela máfia russa se se fizesse sua apresentação na capital do país, Embora finalmente não tenha havido incidentes durante e após o show, apesar das ameaças. O concerto no Estádio Olímpico de Roma — localizado perto do Vaticano— foi condenado como um ato de hostilidade e blasfêmia contra a Igreja Católica por líderes religiosos e com o objetivo de "atrair publicidade". O cardeal italiano Ersilio Tonini chamou-o de "um desafio blasfemo à fé" e uma "profanação da cruz" e pediu que Madonna fosse excomulgada. Reverendo Manfredo Leone da Santa Maria Liberatrice a Monte Testaccio, descreveu-o como "mau gosto, desrespeitoso e provocador" e, referindo-se a Madonna, declarou que "ser absurdo subir na cruz com uma coroa de espinhos como um Cristo moderno". Em resposta, Madonna solicitou que o papa Bento XVI assistisse ao concerto em Roma; a porta-voz da cantora, Liz Rosenberg, disse em comunicado ao jornal italiano La Repubblica que o papa iria "gostar do show e aplaudiria" a artista, e que "ele deveria ver com seus próprios olhos a força expressiva, e a humanidade de Madonna na performance".
Líderes muçulmanos e judeus também ficaram irritados com a apresentação; Mario Scialoja, chefe da Liga Muçulmana da Itália, disse que sua ideia é muito ruim e que ele faria bem em "voltar para casa". Por sua vez, Ricardo Pacifici, porta-voz e vice-presidente da comunidade judaica em Roma, disse que era um ato desrespeitoso, e fazê-lo em Roma foi ainda pior. Devido ao uso de imagens de crucificação, a performance foi censurada na Confessions Tour – Live from London, transmitido em 22 de novembro de 2006 no canal americano NBC; Ao em vez disso, o vídeo de fundo da apresentação foi mostrado em vez de Madonna cantando na cruz. No entanto, o padre católico e teólogo Carlos Novoa emitiu um parecer favorável a atuar no jornal El Tiempo; em sua crítica, ele escreveu: "Com toda a dor de alguns críticos, mas isso não é um deboche com a cruz, mas o oposto: uma exaltação do mistério da morte e ressurreição de Jesus, os mais sofridos, de uma fatura estética, artística e criativa chocante. Tenho que confessar que "Live to Tell" é um dos melhores sermões que já testemunhei em minha vida e não tenho dúvidas de que tocou o coração de milhares de pessoas".
Em resposta, a porta-voz da cantora, Liz Rosenberg, negou que a apresentação fosse um insulto, dizendo que o contexto de sua interpretação na cruz não era negativo nem desrespeitoso para com a Igreja. A cantora também mostrou seu ponto de vista no jornal The Sydney Morning Herald, onde explicou:

Sou muito grata por meu show ter sido tão bem recebida por todos. Mas parece haver muitas interpretações da minha aparência na cruz e eu queria explicar de uma vez por todas. Existe um segmento no meu concerto onde três de meus dançarinos "confessam" ou compartilham experiências terríveis de infância que eles finalmente superaram. Minha "confissão" continua e acontece em uma cruz na qual finalmente desço. Isso não é um deboche para com a Igreja. Não é diferente de uma pessoa que carrega uma cruz ou que "carrega a cruz", como afirma a Bíblia. Minha atuação não é anticristã, nem sacrílega, nem blasfema. Pelo contrário, é meu pedido ao público incentivar a humanidade a se ajudar e a ver o mundo inteiro juntos. Eu acredito em meu coração que se Jesus estivesse vivo hoje, ele estaria fazendo o mesmo. Minha intenção específica é chamar a atenção para as milhões de crianças na África que morrem todos os dias e vivem sem atenção, sem remédios e sem esperança. Peço às pessoas que abram seus corações e mentes para se envolverem da maneira que puderem. Não acredito que Jesus tenha ficado furioso comigo e com a mensagem que estou tentando transmitir. Jesus nos ensinou que devemos amar o próximo.

## Covers
Vários artistas já fizeram covers de "Live to Tell". Em 1992, o guitarrista americano Bill Frisell fez um cover da canção em seu quarto álbum, " Have a Little Faith." A cantora italiana Lucrezia fez uma versão uptempo da música, que foi remixada por David Morales. Essa versão alcançou o segundo lugar da tabela Hot Dance Club Songs da Billboard por duas semanas e foi incluída no álbum Logic Pride, Vol. 4, de 2001. Carol Welsman, cantora canadense de jazz, fez um cover da canção em seu álbum homônimo.
Em 1999, a banda Berlin fez um cover da canção para o álbum Virgin Voices: A Tribute to Madonna, Vol. 1. Em uma entrevista para a CNN, Terri Nunn, vocalista da banda Berlin, disse que o tributo era necessário, comentando que "ela[Madonna] influenciou muitas pessoas" e que "Live to Tell era a única canção de Madonna que ela tocaria". Outros covers da canção em álbuns de tributo incluem o de Semi Moore em The Material Girl: A Tribute to Madonna, lançado em 2000, uma versão instrumental no álbum The String Quartet Tribute to Madonna, lançado em 2002, uma versão folk por Winter Flowers no álbum de 2007 Through the Wilderness, e uma versão Hi-NRG por Melissa Totten em seu álbum de 2008, Forever Madonna.
A banda italiana Lacuna Coil lançou seu oitavo álbum de estúdio "Delirium" em abril de 2016. Na sua versão "deluxe" há três músicas bônus, sendo uma delas "Live to Tell".

## Faixas e formatos
| Single de 12" europeu |                                  |         |  |
| N.º                   | Título                           | Duração |  |
| 1.                    | "Live to Tell" (versão do álbum) | 5:49    |  |
| 2.                    | "Live to Tell" (versão editada)  | 4:37    |  |
| 3.                    | "Live to Tell" (instrumental)    | 5:49    |  |

| Maxi Single de 12" australiano, canadense, americano, europeu |                                  |         |  |
| N.º                                                           | Título                           | Duração |  |
| 1.                                                            | "Live to Tell" (versão do álbum) | 5:49    |  |
| 2.                                                            | "Live to Tell" (versão editada)  | 4:37    |  |
| 3.                                                            | "Live to Tell" (instrumental)    | 5:49    |  |

| Single de 7" australiano, canadense, estadunidense, japonês, neozelandes |                                 |         |  |
| N.º                                                                      | Título                          | Duração |  |
| 1.                                                                       | "Live to Tell" (versão editada) | 4:37    |  |
| 2.                                                                       | "Live to Tell" (instrumental)   | 5:49    |  |

| Cassete alemão (Lado A e lado B) |                                  |         |  |
| N.º                              | Título                           | Duração |  |
| 1.                               | "Live to Tell" (versão do álbum) | 5:49    |  |
| 2.                               | "Live to Tell" (versão editada)  | 4:37    |  |
| 3.                               | "Live to Tell" (instrumental)    | 5:49    |  |
| 4.                               | "Live to Tell" (versão do álbum) | 5:49    |  |
| 5.                               | "Live to Tell" (versão editada)  | 4:37    |  |
| 6.                               | "Live to Tell" (instrumental)    | 5:49    |  |

| CD Single alemão (1995) |                                  |         |  |
| N.º                     | Título                           | Duração |  |
| 1.                      | "Live to Tell" (versão do álbum) | 5:49    |  |
| 2.                      | "Live to Tell" (versão editada)  | 4:37    |  |
| 3.                      | "Live to Tell" (instrumental)    | 5:49    |  |

## Créditos e equipe
- Madonna –  letras, produtora, voz
- Bruce Gaitsch – guitarras
- Patrick Leonard – programação de bateria, teclados, letras, produtor
- Jonathan Moffett – bateria
- Michael Verdick – mixagem de áudio, engenheiro

Créditos adaptados das notas principais do álbum.

## Desempenho comercial
"Live to Tell" foi lançado nos Estados Unidos em março de 1986. Ele estreou no Billboard Hot 100 no número 49, alcançando a primeira posição oito semanas depois, onde permaneceu por uma semana. Antes de chegar ao número um, ficou em segundo lugar por duas semanas abaixo de "Greatest Love of All" de Whitney Houston. Tornou-se o terceiro single número um de Madonna nos EUA, e seu segundo número um, que é apresentado em um filme após Crazy for You". A música foi um sucesso, liderando a parada Adult Contemporary por três semanas, e alcançando o número três na tabela de vendas do Hot Dance Singles Sales. No Canadá, a música estreou no número 79 da tabela de singles da RPM em abril de 1986, e alcançou o topo da tabela por duas semanas em maio de 1986, permanecendo na tabela por um total de 23 semanas, Foi classificado na segunda posição da tabela de final de ano de 1986 da RPM.
No Reino Unido, "Live to Tell" foi lançado em 21 de abril de 1986. Na semana seguinte, a música estreou no número dez da tabela UK Singles Chart, alcançou o segundo lugar e ficou 13 semanas na tabela. Ele foi mantido no primeiro lugar pelo "Rock Me Amadeus" de Falco. "Live to Tell" foi certificado como prata pela British Phonographic Industry (BPI) em maio de 1986, por comercializar mais de 250,000 cópias do single em todo o Reino Unido. Segundo a Official Charts Company, a música vendeu 280.000 cópias no Reino Unido.
Em toda a Europa, o "Live to Tell" superou o Eurochart Hot 100 por duas semanas, além de ter atingido os dez primeiros na Bélgica, França, Irlanda, Holanda, Noruega e Suíça. Também foi certificada em prata pelo Syndicat National de l'Édition Phonographique (SNEP) após vender 250,000 cópias na França.

### Tabelas semanais
| Tabela musical (1986)               | Melhor posição |
| ----------------------------------- | -------------- |
| Austrália (Kent Music Report)       | 7              |
| Bélgica (Ultratop de Flandres)      | 3              |
| Canadá (RPM Single Chart)           | 1              |
| Estados Unidos (Adult Contemporary) | 1              |
| Estados Unidos (Billboard Hot 100)  | 1              |
| Europa (European Hot 100 Singles)   | 1              |
| França (SNEP)                       | 1              |
| Islândia (RÚV)                      | 3              |
| Irlanda (IRMA)                      | 2              |
| Noruega (VG-lista)                  | 2              |
| Nova Zelândia (Recorded Music NZ)   | 5              |
| Países Baixos (Dutch Top 40)        | 3              |
| Países Baixos (Single Top 100)      | 3              |
| Reino Unido (UK Singles Chart)      | 2              |
| Suécia (Sverigetopplistan)          | 11             |
| Suíça (Schweizer Hitparade)         | 4              |

| Tabela musical (1986)               | Posição |
| ----------------------------------- | ------- |
| Alemanha (Official German Charts)   | 74      |
| Austrália (Kent Music Report)       | 59      |
| Bélgica (Ultratop 50 de Flanders)   | 35      |
| Brasil (Top 10 Brasil)              | 7       |
| Canadá (RPM)                        | 2       |
| Estados Unidos (Pop Singles)        | 35      |
| Estados Unidos (Adult Contemporary) | 12      |
| Países Baixos (Single Top 100)      | 22      |
| Nova Zelândia (Recorded Music NZ)   | 31      |
| Suíça (Schweizer Hitparade)         | 11      |

| Região                                         | Certificação | Vendas   |
| ---------------------------------------------- | ------------ | -------- |
| França (SNEP)                                  | Prata        | 250,000^ |
| Reino Unido (BPI)                              | Prata        | 331,000  |
| ^distribuições baseadas apenas na certificação |              |          |